# جارين جاكسون جر
جارين جاكسون جر (بالإنجليزية: Jaren Jackson Jr.)‏ هو لاعب كرة سلة أمريكي يلعب في مركز لاعب هجوم قوي الجسم أو لاعب الوسط في نادي ميمفيس غريزليس.

## روابط خارجية
- جارين جاكسون جر على موقع إن بي أي (الإنجليزية)
- جارين جاكسون جر على موقع سبورتس رفرنس (الإنجليزية)
- جارين جاكسون جر على موقع كرة السلة الأوروبية.كوم (الإنجليزية)
- جارين جاكسون جر على موقع DraftExpress.com (الإنجليزية)
- جارين جاكسون جر على موقع إي إس بي إن.كوم (الإنجليزية)
- جارين جاكسون جر على موقع كلية كرة السلة في سبورتس رفرنس.كوم (الإنجليزية)
- جارين جاكسون جر على موقع ريلجم (الإنجليزية)
- جارين جاكسون جر على موقع بروبوليرز (الإنجليزية)